# اچ‌ام‌اس کنستانس (آر۷۱)
اچ‌ام‌اس کنستانس (آر۷۱) (به انگلیسی: HMS Constance (R71)) یک کشتی بود که طول آن ۳۶۲٫۷۵ فوت (۱۱۰٫۵۷ متر) بود. این کشتی در سال ۱۹۴۴ ساخته شد.